# Libnotes astuta
Libnotes astuta är en tvåvingeart som först beskrevs av Alexander 1932.  Libnotes astuta ingår i släktet Libnotes och familjen småharkrankar. Inga underarter finns listade i Catalogue of Life.